# Nicole Fawcett
Nicole Marie Fawcett (San Antonio, 16 dicembre 1986) è un'allenatrice di pallavolo ed ex pallavolista statunitense, di ruolo opposto, assistente allenatrice della Ohio State.

## Carriera

### Giocatrice

#### Club
La carriera di Nicole Fawcett inizia nella Penn State, partecipando per quattro anni al torneo universitario della NCAA Division I, di cui conquista il titolo nel 2007 e nel 2008; le sue prestazioni le valgono numerosi riconoscimenti individuali, tra cui spiccano quelli di National Freshman of the Year e National Player of the Year. 
Nel 2009 inizia la carriera da professionista nella Liga de Voleibol Superior Femenino con le Gigantes de Carolina, disputando la LVSF 2009, e all'inizio del 2010 viene ingaggiata dalla Dinamo-Jantar con cui disputata la seconda parte della Superliga 2009-10, in Russia. Nella stagione successiva viene ingaggiata dal Minas, squadra impegnata in Superliga; al termine dell'annata in Brasile, torna a giocare nella Liga de Voleibol Superior Femenino con le Llaneras de Toa Baja. 
Nel campionato 2011-12 viene ingaggiata dal Guangdong Hengda nella Chinese Volleyball League. Nel campionato seguente viene ingaggiata dal Korea Expressway, nella V-League sudcoreana; durante un incontro della stagione stabilisce un nuovo record mondiale di punti realizzati in una partita, mettendone a referto 55; le sue ottime prestazioni sono riconosciute con diversi premi individuali al termine della stagione. Terminati gli impegni col suo club nella stagione 2013-14, torna a giocare nella Liga de Voleibol Superior Femenino, vestendo nella seconda parte della LVSF 2014 la maglia delle Leonas de Ponce. Nella stagione successiva torna in V-League al Korea Expressway, raggiungendo la finale scudetto: nonostante la sconfitta in finale, fa incetta di riconoscimenti individuali, tra in quali due premi come miglior giocatrice e quello di miglior opposto.
Nel campionato 2015-16 è nuovamente in Cina, difendendo questa volta i colori del Fujian: terminati gli impegni nella Chinese Volleyball League, nel gennaio 2016 firma per l'AGIL di Novara, terminando l'annata nella Serie A1 italiana. Nel campionato seguente approda in Turchia al Sarıyer di Istanbul, club impegnato in Sultanlar Ligi; tuttavia nel dicembre 2016 rescinde consensualmente il proprio contratto col club, prima di tornare a giocare nella Serie A1 italiana con l'Imoco di Conegliano per la seconda parte dell'annata, vincendo la Coppa Italia.
Nella stagione 2017-18 ritorna in Brasile, difendendo questa volta i colori del Praia Clube con cui conquista lo scudetto 2017-18, due Supercoppe brasiliane e un Campionato Mineiro: al termine della stagione 2019-20 annuncia il suo ritiro dall'attività agonistica.

#### Nazionale
Nel 2009 riceve le prime convocazioni nella nazionale statunitense, con cui conquista la medaglia d'argento alla Final Four Cup 2009. In seguito conquista la medaglia di bronzo alla Coppa panamericana 2011, seguita da due ori nelle edizioni 2012 e 2013, quest'ultimo impreziosito dai riconoscimenti individuali come MVP e miglior servizio del torneo. Sempre nel 2013 vince la medaglia d'oro al campionato nordamericano e poi quella d'argento alla Grand Champions Cup.
In seguito si laurea campionessa del mondo al campionato mondiale 2014, mentre un anno dopo vince la medaglia d'oro ai XVII Giochi panamericani, quella di bronzo alla Coppa del Mondo e quella d'oro al campionato nordamericano 2015, dove viene anche premiata come miglior giocatrice. Nel 2016 partecipa alle qualificazioni olimpiche nordamericane, venendo premiata come MVP e miglior opposto del torneo; tuttavia, dopo la mancata convocazione ai Giochi della XXXI Olimpiade di Rio de Janeiro, annuncia il suo ritiro dalla nazionale statunitense.

### Allenatrice
L'11 febbraio 2020 viene annunciata come assistente allenatrice volontaria dalla Ohio State, dove fa parte dello staff di Jennifer Flynn.

## Palmarès

### Club
- NCAA Division I: 2

2007, 2008
- Campionato brasiliano: 1

2017-18
- Coppa Italia: 1

2016-17
- Supercoppa brasiliana: 2

2018, 2019
- Campionato Mineiro: 1

2019

### Nazionale (competizioni minori)
- Final Four Cup 2009
- Montreux Volley Masters 2010
- Coppa panamericana 2011
- Coppa panamericana 2012
- Coppa panamericana 2013
- Giochi panamericani 2015

### Premi individuali
- 2005 - National Freshman of the Year
- 2005 - All-America Second Team
- 2006 - All-America First Team
- 2007 - All-America First Team
- 2007 - NCAA Division I: University Park Regional All-Tournament Team
- 2007 - NCAA Division I: Sacramento National All-Tournament Team
- 2008 - All-America First Team
- 2008 - National Player of the Year
- 2008 - NCAA Division I: University Park Regional All-Tournament Team
- 2008 - NCAA Division I: Omaha National All-Tournament Team
- 2013 - V-League: MVP dell'All-Star Game
- 2013 - V-League: MVP 5º round
- 2013 - V-League: Miglior realizzatrice
- 2013 - V-League: Miglior servizio
- 2013 - Coppa panamericana: MVP
- 2013 - Coppa panamericana: Miglior servizio
- 2015 - V-League: MVP della Regular season
- 2015 - V-League: MVP 5º round
- 2015 - V-League: Miglior opposto
- 2015 - XVII Giochi panamericani: Miglior opposto
- 2015 - Campionato nordamericano: MVP
- 2016 - Qualificazioni ai Giochi della XXXI Olimpiade: MVP
- 2016 - Qualificazioni ai Giochi della XXXI Olimpiade: Miglior opposto
- 2019 - Superliga Série A: Miglior opposto